# Osvaldo Cohener

Osvaldo Andrés Cohener Gaona (Luque, 2 de mayo de 1971) es un exfutbolista paraguayo que se desempeñaba como delantero. Luego de retirarse del fútbol en el año 2005 se formó como director técnico. Actualmente es uno de los asistentes técnicos de Francisco Arce quien está como director técnico del Club Cerro Porteño de Paraguay.

## Clubes
| Club                  | País     | Año         |
| --------------------- | -------- | ----------- |
| Club Cerro Porteño    | Paraguay | 1995 - 1998 |
| Shanghai Shenhua      | China    | 1998        |
| Club Cerro Porteño    | Paraguay | 1999 - 2000 |
| Club Sportivo Luqueño | Paraguay | 2001        |
| La Piedad             | México   | 2002        |
| Club Sportivo Luqueño | Paraguay | 2001 - 2002 |
| Club Libertad         | Paraguay | 2003 - 2004 |
| Deportivo Quevedo     | Ecuador  | 2005        |
| Club Libertad         | Paraguay | 2005        |